# 愛茉莉太平洋

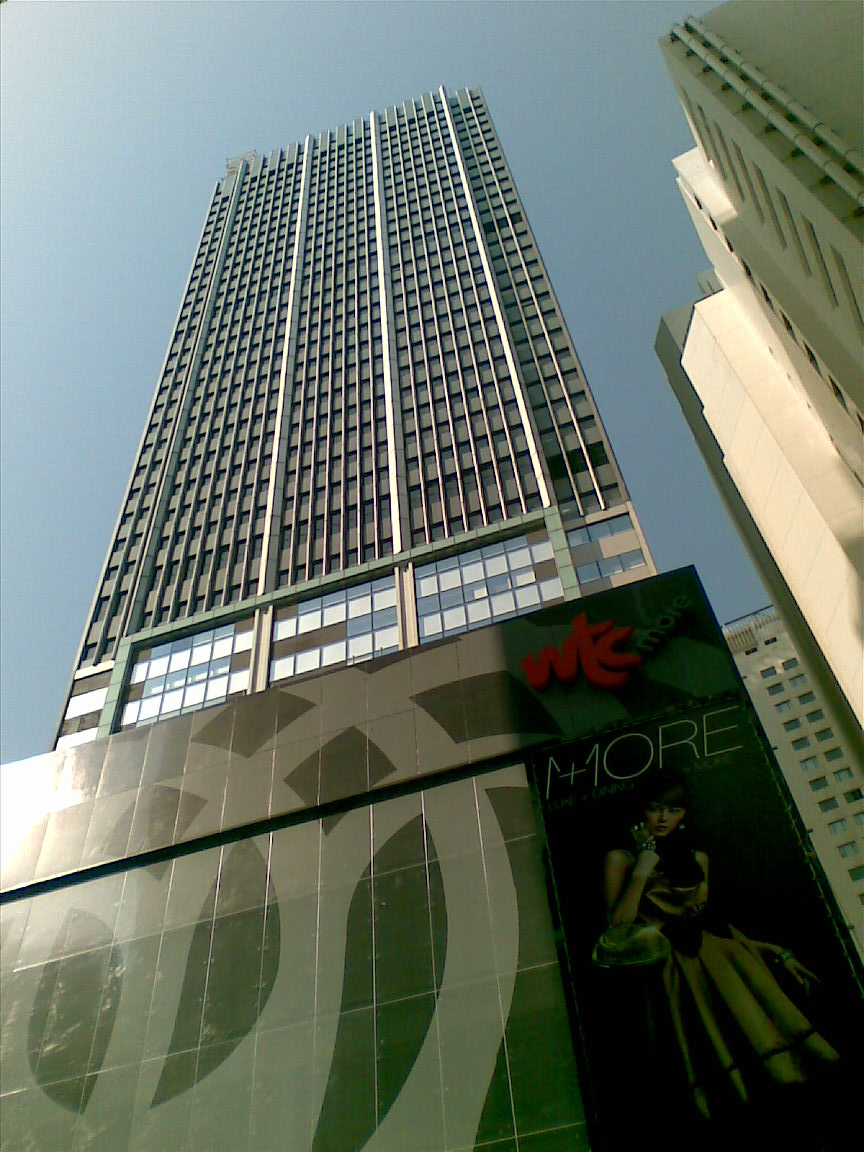
愛茉莉太平洋香港辦事處位於香港銅鑼灣世貿中心

愛茉莉太平洋集團（韓語：아모레 퍼시픽），是一家生产化妝品和保健品的跨国公司，總部設於韓國首爾龍山區。該公司的化妝品單位統稱為愛茉莉太平洋，旗下拥有16个女性美容品牌、8个男士美容品牌、6个生活用品及5个保健品牌。

## 历史
愛茉莉太平洋成立於1945年，以“亚洲美丽创造者”（Asian Beauty Creator）为使命，是韩国最大的化妆品生产商。2000年，爱茉莉太平洋集团在上海成立中国分公司“爱茉莉太平洋集团中国”，之后在中国的上海、厦门建立了生产基地。

## 原創品牌
愛茉莉太平洋是韓國的化妝品領導品牌，於亞洲各國都有其知名度。蘭芝（英語：Laneige，法文意思為雪）於1993年加入愛茉莉太平洋的生產線，於2003年開始行銷各國。
愛茉莉太平洋還銷售其旗下化妝品「ÉTUDE」（法文意思為「學習」）後更名為「ETUDE HOUSE」，以獨立店面形式銷售化妝品。蘭芝的化妝品除了在亞洲以外，也外銷到歐洲、亞太區、北美洲與南美洲。
愛茉莉太平洋旗下的品牌：
- AESTURA
- ANNICK GOUTAL（安霓可·古特爾）
- AMOREPACIFIC（愛茉莉太平洋）
- AMOS PROFESSIONAL
- ARITAUM
- AYUNCHE
- dantrol
- eSpoir
- ÉTUDE（愛麗）更名為 ETUDE HOUSE（伊蒂之屋）
- Happy Bath
- HANYUL（韓律）
- HERA （赫拉）
- illiyoon
- innisfree（悦诗风吟）
- IOPE（艾诺碧）
- LANEIGE（兰芝）
- LIRIKOS
- LIRIKOS MARINE ENERGY
- Lolita Lempicka（洛麗塔）
- Makeon
- Mamonde（梦妆）
- MEDIAN
- MIREPA
- mise en scène
- ODYSSEY
- OSULLOC
- Primera（芙莉美娜）
- Ryo（呂）
- Songyum（松鹽）
- Sulwhasoo（雪花秀）
- TEEN:CLEAR
- VB program
- VERITE

## 產品
唇
口紅、潤唇膏
臉
粉底、粉底液、粉饼、蜜粉、胭脂、腮红、潔面乳 、面膜、化妝水、乳液、BB霜、CC霜、遮瑕膏
眼
眼影、眼線、睫毛膏、假睫毛
其他
潤髮乳、指甲油、爽身粉、冷霜、香水、化妝棉

## 外部連結
- 愛茉莉太平洋集團官方網站 （页面存档备份，存于）（中文）（英文）
- 爱茉莉太平洋香港官方网站 （页面存档备份，存于）（中文）（英文）